# Pioneer 11

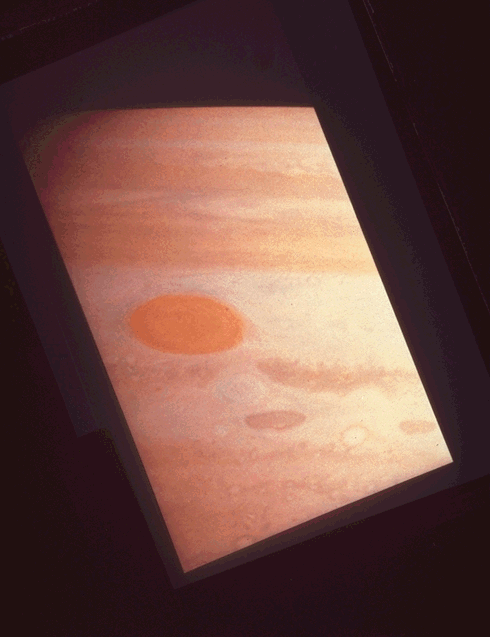
Wielka Czerwona Plama na fotografii wykonanej przez Pioneera 11

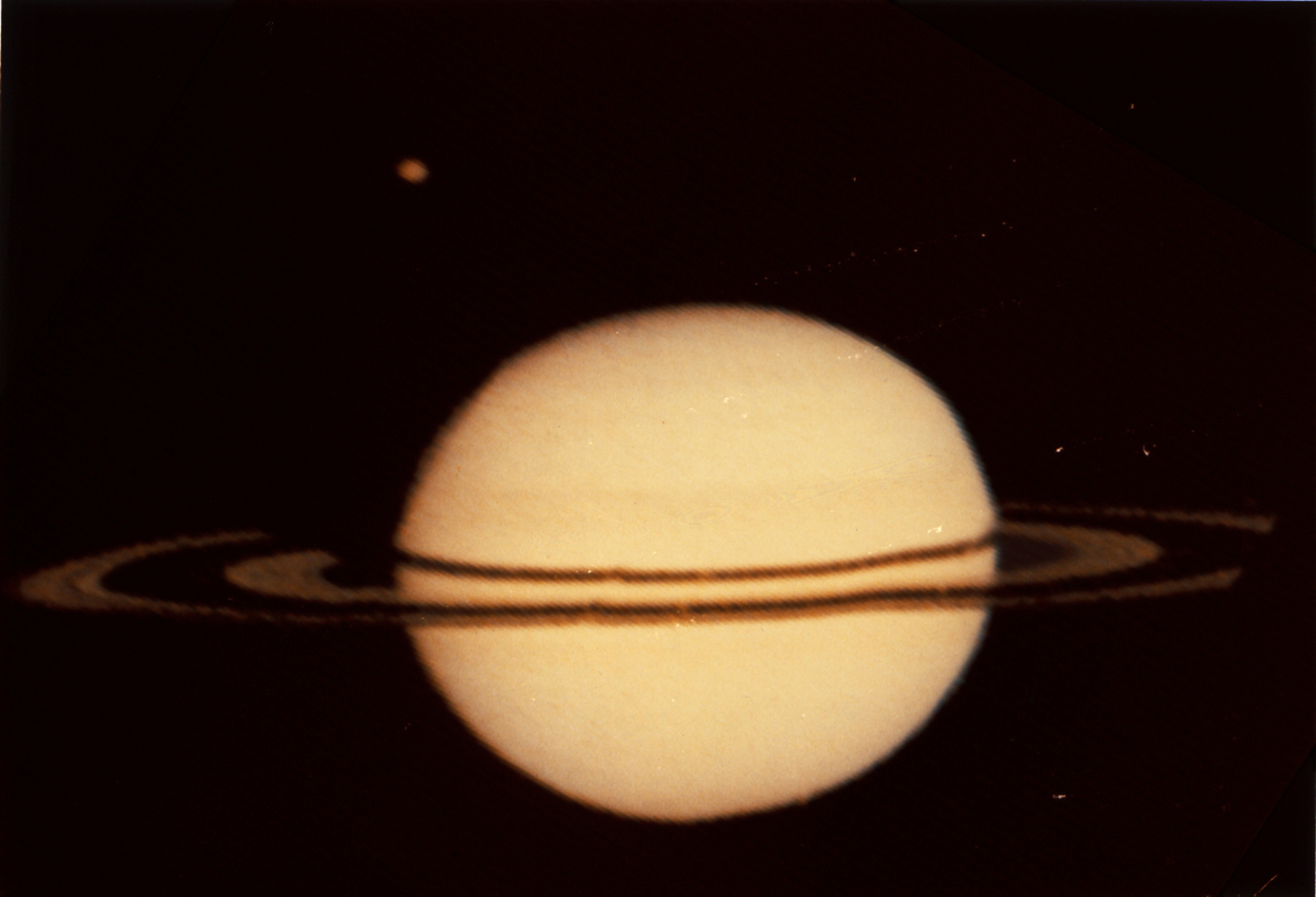
Fotografia Saturna i Tytana wykonana 26 sierpnia 1979 roku

Pioneer 11 – bezzałogowa sonda kosmiczna NASA, wyniesiona z przylądka Canaveral na Florydzie 6 kwietnia 1973 roku przy użyciu rakiety nośnej Atlas Centaur. Jako druga sonda kosmiczna w historii przeleciała w pobliżu Jowisza w 1974 roku. W 1979 roku Pioneer 11 stał się pierwszym obiektem zbudowanym przez człowieka, który zbliżył się do Saturna, odkrywając złożoność jego pierścieni.

## Konstrukcja sondy
Masa sondy wynosiła 258,5 kg. Energii elektrycznej dostarczały 4 radioizotopowe generatory termoelektryczne (RTG) o całkowitej mocy przy starcie 155 W. Łączność zapewniała paraboliczna antena główna o średnicy 2,74 m oraz anteny pomocnicze. 

### Instrumenty naukowe
Na pokładzie sondy zostało zainstalowanych 12 instrumentów naukowych (do zestawu instrumentów z sondy Pioneer 10 dodano Fluxgate Magnetometer):
- magnetometr (ang. Helium Vector Magnetometer)
- magnetometr transduktorowy (ang. Fluxgate Magnetometer)
- analizator plazmy (ang. Plasma Analyser)
- detektor cząstek naładowanych (ang. Charged Particle Composition Instrument)
- teleskop promieniowania kosmicznego (ang. Cosmic Ray Telescope)
- zestaw siedmiu liczników Geigera-Müllera (ang. Geiger Tube Telescopes)
- detektor cząstek promieniowania uwięzionego (ang. Trapped Radiation Detector)
- detektor planetoid i meteoroidów (ang. Asteroid/ Meteoroid Detector – Sisyphus)
- detektor meteoroidów (ang. Meteoroid Detector)
- fotometr ultrafioletu (ang. Ultraviolet Photometer)
- fotopolarymetr obrazujący (ang. Imaging Photopolarimeter)
- radiometr podczerwieni (ang. Infrared Radiometer)

## Przebieg misji
Największe zbliżenie do Jowisza nastąpiło 3 grudnia 1974 roku. Sonda przeleciała w odległości 42 760 km od powierzchni chmur Jowisza, dokonując pierwszych obserwacji regionów okołobiegunowych tej planety, fotografując Wielką Czerwoną Plamę oraz mierząc masę księżyca Kallisto.
Pole grawitacyjne Jowisza wykorzystano do skierowania sondy w kierunku Saturna. Pioneer 11 zbliżył się do tej planety 1 września 1979 roku na odległość 20 900 km od jej widocznej powierzchni chmur. Podczas tego przelotu sonda dokonała pomiarów magnetosfery planety, odkryła pierścienie F i G, księżyc Epimeteusz oraz określiła temperaturę panującą na Tytanie.
Odbiór danych z instrumentów sondy został oficjalnie zakończony 30 września 1995 roku. Ostatnia transmisja danych telemetrycznych z sondy została odebrana 24 listopada 1995 roku. Pioneer 11 podąża w kierunku gwiazdozbioru Orła. Po około 4 milionach lat ma dotrzeć w pobliże gwiazdy lambda Aquilae.
W maju 2023 Pioneer 11 znajdował się w odległości 111,4 au od Słońca, poza pasem Kuipera, oddalając się z prędkością 11,2 km/s (2,36 au/rok).